# Miss Grónsko
Miss Grónsko (dánsky Miss Grønland) byla soutěž krásy v Grónsku.

## Historie

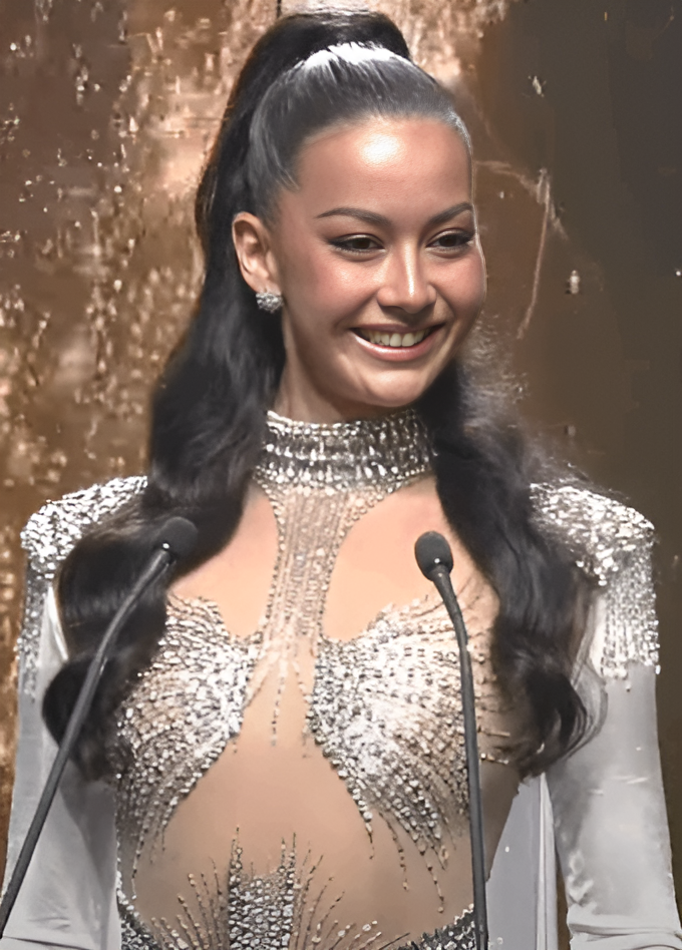
Naja Mathilde Rosing, první reprezentantka na Miss Grand International

V roce 1987 se v dánském Sønderborgu konala soutěž krásy pro grónské ženy. Vítězka z deseti soutěžících se zúčastnila soutěže Miss Universe, která se toho roku konala v Singapuru. Následující rok se soutěž poprvé konala v Grónsku, a to v hotelu Hans Egede v Nuuku, od roku 1991 se vítězka kvalifikovala na soutěž Miss World. V letech 1992/93 se v Grónsku konaly různé místní soutěže Miss National Dragt („Miss národní kostým“), které vyvrcholily celostátní soutěží v roce 1993.

## Vítězky

### Miss Universe
| 1987                             | Susse Petersen       | neumístila se |
| 1988                             | Nuno Nette Baadh     | neumístila se |
| 1989                             | Naja Rie Sørensen    | neumístila se |
| 1990                             | Nukâka Coster-Waldau | neumístila se |
| Od roku 1991 Grónsko nesoutěžilo |                      |               |

### Miss World
| Rok                                          | Miss Grónsko     | Umístění na Miss Universe |
| -------------------------------------------- | ---------------- | ------------------------- |
| 1991                                         | Bibiane Holm     | neumístila se             |
| 1992                                         | Laali Lyberth    | neumístila se             |
| V letech 1993 až 2012 se Grónsko neúčastnilo |                  |                           |
| 2013                                         | Dianne Illiansen | nesoutěžila               |
| 2025                                         |                  |                           |

### Miss Grand International
| Rok  | Miss Grónsko         | Umístění na Grand International |
| ---- | -------------------- | ------------------------------- |
| 2024 | Naja Mathilde Rosing | neumístila se                   |